# Philus ophthalmicus
Philus ophthalmicus är en skalbaggsart som beskrevs av Francis Polkinghorne Pascoe 1886. Philus ophthalmicus ingår i släktet Philus och familjen långhorningar. Inga underarter finns listade i Catalogue of Life.